# Luis Francisco de Urbina y Ortiz de Zárate
Luis Francisco de Urbina y Ortiz de Zárate   (Vitòria, 1721 - Madrid, 24 de gener de 1799) fou un militar de marina basc, capità general de València durant el regnat de Carles IV d'Espanya. Era fill de Bartolome de Urbina y Zurbano, marquès de La Alameda, i Brígida Francisca Ortiz de Zárate. El 1763 es va casar amb Estefanía Engracia de Olavide, cosina de Pablo de Olavide.
El 1737 ingressà com a guardiamarina a l'Armada Espanyola i el 1740 assolí el grau d'alferes. Aleshores marxà a lluitar a Itàlia, on fou ferit a la batalla de Camposanto. Després passà a la infanteria i el 1749 viatjà a França amb Pignatelli. El 1751 fou nomenat atinent coronel del Regiment d'Infanteria de Múrcia i el 1759 fou encarregat de restaurar la fàbrica d'armes de Plasencia, de la qual fou nomenat superintendent, i posteriorment les de Toledo i Tolosa. Va ascendir a coronel, l'octubre de 1762 a brigadier i el 1770 a mariscal de camp destinat a Galícia i Andalusia. El 1774 fou nomenat fiscal militar del Consell de Guerra i el 1775 va participar en l'expedició contra Alger, en què fou ferit. El 1776 fou ascendit a tinent general i el 1787 fou nomenat conseller de Guerra i el 1790 comandant general de Ceuta.
Ascendit a capità general el 1792, el març de 1795 fou nomenat capità general de València i president de la Reial Audiència de València. Durant el seu mandat va elaborar un Plan Topográfico de la Población que se proyecta en la Playa de la Ciudad de Valencia que pretenia transformar les barraques dels poblats de Canyamelar i Cap de França en el futur barri del Cabanyal i ampliar el port de València. El 1797 deixà la capitania de València per motius d'edat i tornà a Madrid com a membre del Consell de Guerra. Poc abans de morir el 1799 fou nomenat gentilhome de cambra.